# Don’t Mind If I Do
Don't Mind If I Do – album zespołu Culture Club wydany w 1999 roku.

## Lista utworów
Źródło
| Nr  | Tytuł utworu              | Autorzy                               | Długość |
| --- | ------------------------- | ------------------------------------- | ------- |
| 1.  | „I Just Wanna Be Loved”   | O'Dowd / Moss / Craig / Hay           | 4:33    |
| 2.  | „Cold Shoulder”           | O'Dowd / Moss / Craig / Hay / Themis  | 4:35    |
| 3.  | „Maybe I'm a Fool”        | O'Dowd / Themis / Craig / Stevens     | 4:32    |
| 4.  | „Sign Language”           | O'Dowd / Themis / Moss / Craig / Hay  | 4:47    |
| 5.  | „Mirror”                  | O'Dowd / Moss / Craig / Stevens       | 4:06    |
| 6.  | „Black Comedy”            | O'Dowd / Themis / Craig / Stevens     | 3:51    |
| 7.  | „Your Kisses Are Charity” | O'Dowd / Themis / Moss / Craig / Hay  | 4:19    |
| 8.  | „Weep for the Child”      | O'Dowd / Themis / Moss / Craig / Hay  | 4:58    |
| 9.  | „See Thru”                | O'Dowd / Moss / Shorten / Craig / Hay | 4:04    |
| 10. | „Strange Voodoo”          | O'Dowd / Themis / Stevens             | 5:15    |
| 11. | „Truth Behind Her Smile”  | O'Dowd / Hay                          | 3:04    |
| 12. | „Fat Cat”                 | O'Dowd / Themis                       | 3:25    |
| 13. | „Confidence Trick”        | O'Dowd / Moss / Craig / Hay           | 4:57    |
| 14. | „Starman”                 | Bowie                                 | 5:14    |
| 15. | „Less Than Perfect”       | O'Dowd / Themis / Moss / Craig / Hay  | 6:34    |
|     |                           |                                       | 1:08:14 |

## Single
- 1998: "I Just Wanna Be Loved"
- 1999: "Your Kisses Are Charity"
- 1999: "Cold Shoulder"/"Starman"